# Ion Glogojanu
Ion Glogojanu, romunski general, * 1. julij 1888, Râmnicu Sărat, † 22. oktober 1941, Odesa.